# Южный Альфёльд

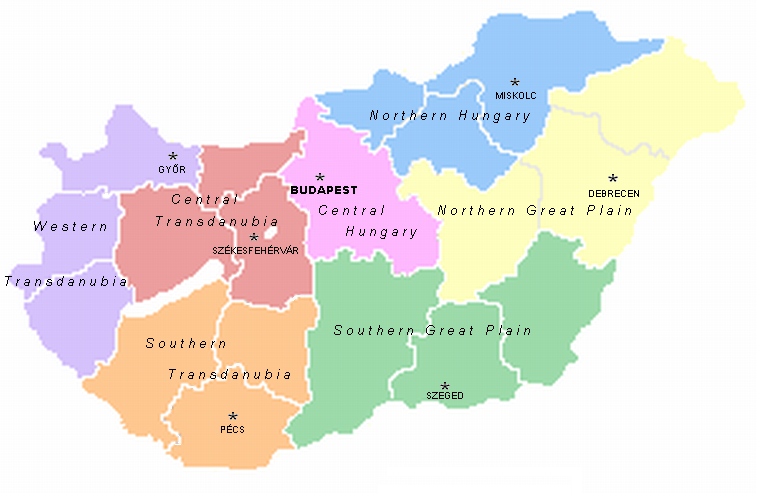
Регионы Венгрии

Южный Альфёльд (венг. Dél-Alföld) — статистический (NUTS 2) регион Венгрии, включающий медье Бач-Кишкун, Бекеш, Чонград-Чанад.
Площадь региона составляет 18 339 км². (самый крупный по площади регион Венгрии), граничит с Сербией и Румынией. Население — 1 308 470 человек (данные 2011 года). Уровень безработицы в 2001 году составлял 5,6 %.
Наиболее развитыми отраслями региона являются сельское хозяйство и пищевая промышленность. Также сильной и перспективной стороной экономики региона считается туризм.
Южный Альфёльд богат водными ресурсами, по региону протекают реки Тиса, Марош, Дунай.
Регион имеет давние традиции искусства верховой езды и коневодства.